# El balancí
Jocs de xiquets: el balancí, o simplement El balancí, és el títol d'un cartró per a tapís de Francisco de Goya, dissenyat per al dormitori dels Prínceps d'Astúries en el Palau del Pardo. Va formar part de la quarta sèrie empresa per l'aragonès.
Fins al 19 de gener de 1870 es custodiaven en un dels soterranis del Palau Reial de Madrid, però en aquesta data van ser robats. L'estudiós Gregorio Cruzada Villaamil va descobrir posteriorment la majoria dels cartrons, que van passar a engrossir la col·lecció permanent del Museu del Prado. Però El balancí actualment es custodia en el Museu de Belles Arts de València.

## Anàlisi
Dos nens juguen al balancí al costat de la porta d'una muralla, embrancats cada vegada més en els seus jocs i lluitant per pujar al balancí.
Molts autors consideren dubtosa la seua atribució al conjunt dels cartrons per a tapissos, ja que en aquests anys Goya va pintar una sèrie de cinc quadres amb temes infantils, entre els quals destaca La lletra amb sang entra, actualment al Museu de Saragossa. El quadre en qüestió té molts detalls similars a El balancí.
No obstant això, Janis Tomlinson assenyala que el fet que estigués guardat en un soterrani del Palau Reial al costat de la majoria dels cartrons és un signe inequívoc que va pertànyer a la quarta sèrie de Goya.
Es desconeix absolutament el motiu pel qual Goya va pintar l'esmentada sèrie de cinc pintures, perquè ja havia acabat la seva primera etapa com a pintor de cartrons i es trobava lliure. Bé poden tractar-se d'una sèrie de quadres lliures i íntims que l'aragonés va ordir per deslliurar-se de les seues múltiples ocupacions.
Les escenes infantils van ser, per molt de temps, les preferides del Goya jove. Com ja s'ha dit, va poder realitzar-les com a apunt per a futures obres.